# Coppa del Mondo di skeleton 2015
La Coppa del Mondo di skeleton 2014/15, ventinovesima edizione della manifestazione organizzata dalla Federazione Internazionale di Bob e Skeleton, iniziò il 12 dicembre 2014 a Lake Placid negli Stati Uniti d'America e si concluse il 15 febbraio 2015 a Soči in Russia e come di consueto si disputò in parallelo con la Coppa del Mondo di bob. Furono disputate sedici gare: otto per quanto concerne gli uomini ed altrettante per le donne. Nel corso della stagione si tennero anche i campionati mondiali di Winterberg 2015 in Germania, competizione non valida ai fini della Coppa del Mondo. Nella tappa di La Plagne, che fu scelta anche per assegnare i titoli europei, si disputò solo la gara maschile, mentre quella femminile fu annullata a causa delle condizioni del tracciato e fu recuperata la settimana successiva ad Igls.
Vincitori delle coppe di cristallo, trofeo conferito ai vincitori del circuito, furono il lettone Martins Dukurs per gli uomini, che ottenne così il suo sesto titolo consecutivo, e l'austriaca Janine Flock per le donne, che successe alla britannica Elizabeth Yarnold.

## Risultati

### Uomini
| Data             | Località             | Nazione     | Primo classificato          | Secondo classificato        | Terzo classificato          |
| ---------------- | -------------------- | ----------- | --------------------------- | --------------------------- | --------------------------- |
| 12 dicembre 2014 | Lake Placid          | Stati Uniti | Martins Dukurs Lettonia     | Tomass Dukurs Lettonia      | Matthew Antoine Stati Uniti |
| 19 dicembre 2014 | Calgary              | Canada      | Martins Dukurs Lettonia     | Tomass Dukurs Lettonia      | Yun Sung-Bin Corea del Sud  |
| 10 gennaio 2015  | Altenberg            | Germania    | Martins Dukurs Lettonia     | Tomass Dukurs Lettonia      | Aleksandr Tret'jakov Russia |
| 17 gennaio 2015  | Schönau am Königssee | Germania    | Aleksandr Tret'jakov Russia | Martins Dukurs Lettonia     | Matthew Antoine Stati Uniti |
| 23 gennaio 2015  | Sankt Moritz         | Svizzera    | Martins Dukurs Lettonia     | Yun Sung-Bin Corea del Sud  | Nikita Tregubov Russia      |
| 30 gennaio 2015  | La Plagne            | Francia     | Martins Dukurs Lettonia     | Aleksandr Tret'jakov Russia | Tomass Dukurs Lettonia      |
| 7 febbraio 2015  | Igls                 | Austria     | Martins Dukurs Lettonia     | Aleksandr Tret'jakov Russia | Nikita Tregubov Russia      |
| 15 febbraio 2015 | Soči                 | Russia      | Aleksandr Tret'jakov Russia | Martins Dukurs Lettonia     | Yun Sung-Bin Corea del Sud  |

### Donne
| Data             | Località             | Nazione     | Prima classificata            | Seconda classificata          | Terza classificata         |
| ---------------- | -------------------- | ----------- | ----------------------------- | ----------------------------- | -------------------------- |
| 12 dicembre 2014 | Lake Placid          | Stati Uniti | Elizabeth Yarnold Regno Unito | Elisabeth Vathje Canada       | Janine Flock Austria       |
| 19 dicembre 2014 | Calgary              | Canada      | Elisabeth Vathje Canada       | Laura Deas Regno Unito        | Tina Hermann Germania      |
| 9 gennaio 2015   | Altenberg            | Germania    | Marija Orlova Russia          | Elizabeth Yarnold Regno Unito | Elena Nikitina Russia      |
| 16 gennaio 2015  | Schönau am Königssee | Germania    | Elizabeth Yarnold Regno Unito | Anja Selbach Germania         | Marija Orlova Russia       |
| 23 gennaio 2015  | Sankt Moritz         | Svizzera    | Janine Flock Austria          | Elisabeth Vathje Canada       | Laura Deas Regno Unito     |
| 31 gennaio 2015  | La Plagne            | Francia     | annullata                     | annullata                     | annullata                  |
| 7 febbraio 2015  | Igls                 | Austria     | Elizabeth Yarnold Regno Unito | Elisabeth Vathje Canada       | Janine Flock Austria       |
| 8 febbraio 2015  | Igls                 | Austria     | Elizabeth Yarnold Regno Unito | Janine Flock Austria          | Rose McGrandle Regno Unito |
| 14 febbraio 2015 | Soči                 | Russia      | Elizabeth Yarnold Regno Unito | Marija Orlova Russia          | Anja Selbach Germania      |

## Classifiche

### Uomini
| Pos. | Nome                   | Nazione       | LAK | CAL | ALT | KÖN | STM | LAP | IGL | SOČ | Totale |
| ---- | ---------------------- | ------------- | --- | --- | --- | --- | --- | --- | --- | --- | ------ |
| 1    | Martins Dukurs         | Lettonia      | 1   | 1   | 1   | 2   | 1   | 1   | 1   | 2   | 1770   |
| 2    | Tomass Dukurs          | Lettonia      | 2   | 2   | 2   | 8   | 5   | 3   | 8   | 4   | 1526   |
| 3    | Axel Jungk             | Germania      | 4   | 5   | 4   | 7   | 6   | 7   | 9   | 6   | 1408   |
| 4    | Matthew Antoine        | Stati Uniti   | 3   | 6   | 15  | 3   | 11  | 8   | 11  | 8   | 1272   |
| 5    | Dominic Edward Parsons | Regno Unito   | 14  | 7   | 11  | 4   | 4   | 10  | 10  | 10  | 1232   |
| 6    | Yun Sung-Bin           | Corea del Sud | DSQ | 3   | 10  | 13  | 2   | 9   | 4   | 3   | 1218   |
| 7    | Aleksandr Tret'jakov   | Russia        | -   | -   | 3   | 1   | 10  | 2   | 2   | 1   | 1214   |
| 8    | Christopher Grotheer   | Germania      | 15  | 4   | 12  | 11  | 9   | 4   | 5   | -   | 1088   |
| 9    | Dave Greszczyszyn      | Canada        | 8   | 9   | 13  | 16  | 13  | 13  | 12  | 7   | 1064   |
| 10   | Matthias Guggenberger  | Austria       | 9   | 8   | 7   | 10  | 21  | 18  | 14  | 8   | 1038   |

### Donne
| Pos. | Nome              | Nazione     | LAK | CAL | ALT | KÖN | STM | IGL-1 | IGL-2 | SOČ | Totale |
| ---- | ----------------- | ----------- | --- | --- | --- | --- | --- | ----- | ----- | --- | ------ |
| 1    | Janine Flock      | Austria     | 3   | 4   | 12  | 5   | 1   | 3     | 2     | 4   | 1531   |
| 2    | Elizabeth Yarnold | Regno Unito | 1   | -   | 2   | 1   | 6   | 1     | 1     | 1   | 1511   |
| 3    | Tina Hermann      | Germania    | 4   | 3   | 4   | 6   | 5   | 5     | 5     | 5   | 1496   |
| 4    | Anja Selbach      | Germania    | 10  | 8   | 7   | 2   | 8   | 10    | 8     | 3   | 1346   |
| 5    | Laura Deas        | Regno Unito | 12  | 2   | 10  | 11  | 3   | 6     | 7     | 9   | 1314   |
| 6    | Sophia Griebel    | Germania    | 7   | 4   | 4   | 4   | 10  | 13    | 12    | 7   | 1304   |
| 7    | Rose McGrandle    | Regno Unito | 6   | 6   | 8   | 14  | 11  | 8     | 3     | 11  | 1256   |
| 8    | Marina Gilardoni  | Svizzera    | 8   | 9   | 6   | 8   | 19  | 4     | 6     | 8   | 1250   |
| 9    | Lanette Prediger  | Canada      | 11  | 7   | 15  | 10  | 4   | 9     | 17    | 12  | 1112   |
| 10   | Elisabeth Vathje  | Canada      | 2   | 1   | 20  | -   | 2   | 2     | -     | 6   | 1099   |